# Моя маленька наречена
«Моя маленька наречена» (кор. «어린 신부», Орін сінбу) — корейськомовна романтична комедія про шлюб за домовленістю між новим вчителем і школяркою. Режисером стрічки виступив Кім Ходжун (кор. 김호준), а її випуск був здійснений у 2004 році. Це був другий за популярністю (3,149,500 переглядів) корейський фільм у 2004 році, після блокбастера 38 паралель і четвертий за популярністю поміж усіх фільмів, включаючи й іноземні — Троя і Шрек 2.
«Моя маленька наречена» є корейським римейком гонконгзького фільму «Моїй дружині 18» 2002 року, де знімались Шарлін Чой і Ікін Чен.

## Сюжет
Поин (Мун Гин Йон) — звичайна п'ятнадцятирічна школярка, яка хвилюється за свої оцінки, і закохана у капітана шкільної бейсбольної команди Чун'у. Одного дня її дідусь наказує їй одружитися з Санміном (Кім Ре Вон), через обіцянку, яку він дав діду Санміна під час Корейської війни. Незважаючи на їх опір, вони були змушені одружитися через сильний тиск з боку діда Поин. Розпочинається таємне подружнє життя Поин: вона вдає, що не має чоловіка, і продовжує зустрічатися з Чун'у. Вона вважає, що зможе розриватись між двома чоловіками і жити подвійним життям. Але все йде гладко до того часу, поки Санмін не приходить до її школи як молодий вчитель.

## Актори
- Кім Ре Вон (кор. 김래원) — Пак Санмін
- Мун Гин Йон (кор. 문근영) — Со Поин
- Кім Ін Мун (кор. 김인문) — дідусь Поин
- Хан Чін Хї[en] (кор. 한진희) — батько Санміна
- Кім Хє Ок[en] (кор. 김혜옥) — мати Санміна
- Сон Гі Юн (кор. 송기윤) — батько Поин
- Сону Ин Сук[en] (кор. 선우은숙) — мати Поин
- Пак Чін У[en] (кор. 박진우) — Чун'у
- Сін Се Кьон — Хьовон, найкраща подруга Поин